# Sem Scheperman
Sem Scheperman (Holten, 24 giugno 2002) è un calciatore olandese, centrocampista dell'Heracles Almelo.

## Carriera
Il 4 marzo 2022 è passato dalle giovanili del Twente all'Heracles Almelo.
Ha debuttato l'11 maggio contro l'RKC Waalwijk in Eredivisie.

## Statistiche

### Presenze e reti nei club
Statistiche aggiornate al 22 ottobre 2023.
| Stagione        | Squadra         | Campionato      | Campionato | Campionato | Coppe nazionali | Coppe nazionali | Coppe nazionali | Coppe continentali | Coppe continentali | Coppe continentali | Altre coppe | Altre coppe | Altre coppe | Totale | Totale | Totale |
| Stagione        | Squadra         | Comp            | Pres       | Reti       | Comp            | Pres            | Reti            | Comp               | Pres               | Reti               | Comp        | Pres        | Reti        | Pres   | Reti   |        |
| --------------- | --------------- | --------------- | ---------- | ---------- | --------------- | --------------- | --------------- | ------------------ | ------------------ | ------------------ | ----------- | ----------- | ----------- | ------ | ------ | ------ |
| mar.-giu. 2022  | Heracles Almelo | ED              | 1+1        | 0          | CO              | 0               | 0               |                    | -                  | -                  |             | -           | -           | 2      | 0      |        |
| 2022-2023       | Heracles Almelo | 1D              | 20         | 1          | CO              | 1               | 0               |                    | -                  | -                  |             | -           | -           | 21     | 1      |        |
| 2023-2024       | Heracles Almelo | ED              | 6          | 0          | CO              | 0               | 0               |                    | -                  | -                  |             | -           | -           | 6      | 0      |        |
| Totale carriera | Totale carriera | Totale carriera | 28         | 1          |                 | 1               | 0               |                    | -                  | -                  |             | -           | -           | 29     | 1      |        |

## Palmarès

### Club

#### Competizioni nazionali
- Eerste Divisie: 1

Heracles Almelo: 2022-2023